# Бромид индия(I)
Бромид индия(I) — бинарное неорганическое соединение металла индия и брома с формулой InBr, карминно-красные кристаллы, разлагаются в воде.

## Получение
- Реакция бромида индия(II) с металлическим индием:

{\displaystyle {\mathsf {InBr_{2}+In\ {\xrightarrow {T}}\ 2InBr}}}

## Физические свойства
Бромид индия(I) образует карминно-красные кристаллы, расплывающиеся на воздухе.

## Химические свойства
- Разлагается водой:

{\displaystyle {\mathsf {3InBr\ {\xrightarrow {H_{2}O}}\ InBr_{3}+2In}}}
- Реагирует с кислотами с выделением водорода:

{\displaystyle {\mathsf {InBr+3HCl\ {\xrightarrow {}}\ InCl_{3}+HBr+H_{2}\uparrow }}}